# Anisotes sessiliflorus
Anisotes sessiliflorus là một loài thực vật có hoa trong họ Ô rô. Loài này được (T.Anderson) C.B.Clarke mô tả khoa học đầu tiên năm 1900.